# Anisochromis mascarenensis
Anisochromis mascarenensis is een  straalvinnige vissensoort uit de familie van dwergzeebaarzen (Pseudochromidae). De wetenschappelijke naam van de soort is voor het eerst geldig gepubliceerd in 2001 door Gill & Fricke.